# Arnaldo Rosa Prata
Arnaldo Rosa Prata (Uberaba, 10 de abril de 1927 – Uberaba, 20 de março de 2022) foi um agropecuarista, empresário e político brasileiro. Foi o prefeito de Uberaba de 1971 a 1973 pela ARENA. O seu mandato de prefeito foi de apenas 2 anos devido a uma determinação de reforma constitucional. Foi Deputado Federal em 1986 pelo PMDB, na elaboração da Constituinte de 1988 fez parte do grupo intitulado Centrão, que buscava reduzir a influência da esquerda na elaboração e votação de temas sobre Direitos sociais e de ordem econômica. Era defensor das propostas da UDR, exercendo seu papel de líder classista e agropecuarista.